# 柴达敏诺尔
柴达敏诺尔，是位于中国呼伦贝尔市鄂温克自治旗伊敏河镇境内的的一个内流盐湖，地处伊敏站以西约4千米。湖面海拔666米，面积1.0平方公里，平均深度0.1米。